# Michael Krah
Michael Krah (* 5. Oktober 1966) ist ein Brigadegeneral der Luftwaffe der Bundeswehr und seit Januar 2025 Abteilungsleiter für Einsätze und Übungen im Kommando Luftwaffe in Berlin.

## Militärische Laufbahn

### Ausbildung und erste Verwendungen
Krah trat 1986 in die Bundeswehr ein, absolvierte ein Studium der Wirtschaftswissenschaften und wurde zum Waffensystemoffizier auf dem Panavia Tornado ausgebildet. Von 2000 bis 2002 durchlief er den 45. Generalstabslehrgang Luftwaffe an der Führungsakademie der Bundeswehr in Hamburg, wo er den Lehrgang für Generalstabsoffiziere (offiziell „Lehrgang Generalstabs-/Admiralstabsdienst National“) absolvierte.

### Dienst als Stabsoffizier
Beförderungen
- 1989 Leutnant
- 1991 Oberleutnant
- 1993 Hauptmann
- 1997 Major
- 2001 Oberstleutnant
- 2012 Oberst
- 2024 Brigadegeneral

2002 wurde Krah Abteilungsleiter Operationen der 1. Luftwaffendivision in Fürstenfeldbruck. 2004 wechselte er als Stabsoffizier für Politik zum Supreme Headquarters Allied Powers Europe der NATO in Mons, Belgien. Anschließend wurde er 2007 Kommandeur Fliegende Gruppe des Aufklärungsgeschwaders 51 „Immelmann“ auf dem Fliegerhorst Schleswig. Danach erfolgte die Versetzung ins Bundesministerium der Verteidigung (BMVg) nach Berlin als stellvertretender Referatsleiter im Führungsstab der Luftwaffe III 3 und 2011 ins Kommando Luftwaffe, ebenfalls in Berlin. Von 2014 bis 2017 war Krah Kommodore des Taktischen Aufklärungsgeschwaders 51 „Immelmann“, bevor er Abteilungsleiter für Luftoperationen im Kommando Luftwaffe in Berlin wurde. Danach folgte eine Verwendung im Einsatzführungskommando der Bundeswehr in Schwielowsee bei Potsdam. 2022 kehrte er ins BMVg als Referatsleiter zurück, zuletzt im Krisenstab.

### Dienst als General
Im 1. April 2024 erfolgte die Ernennung Krahs zum Brigadegeneral. Seit Mai 2024 war er Deputy Chief of Staff Operations des Allied Air Command in Ramstein. Zum 1. Januar 2025 wechselte er als Abteilungsleiter 2 ins Kommando Luftwaffe; der bisherige Abteilungsleiter Frank Gräfe wurde sein Nachfolger in Ramstein.

### Auslandseinsätze
- 1999 Hauptquartier SFOR, Sarajevo, OIR
- 2015–2016: Kommandeur Operationsstaffel, Counter DAESH, Incirlik Air Base, Türkei

### Auszeichnungen
- Ehrenkreuz der Bundeswehr in Gold
- Einsatzmedaille der Bundeswehr IFOR
- Einsatzmedaille der Bundeswehr ISAF
- Einsatzmedaille der Bundeswehr UNPROFOR
- Einsatzmedaille der Bundeswehr Operation Inherent Resolve
- NATO-Medaille IFOR
- NATO-Medaille ISAF

Krah hat mehr als 2000 Flugstunden auf den Flugzeugmustern Tornado, Alpha Jet, T-37, T-43 und P-149 absolviert.

## Privates
Krah ist verheiratet.